# Campylaspis angularis
Campylaspis angularis är en kräftdjursart som beskrevs av Gamo 1960. Campylaspis angularis ingår i släktet Campylaspis och familjen Nannastacidae. Inga underarter finns listade i Catalogue of Life.